# Processo di fusione del carbonio
Il processo di fusione del carbonio è una reazione di fusione nucleare che avviene nelle stelle massicce (almeno 8 volte la massa solare) quando hanno esaurito tutti gli elementi più leggeri nel loro nucleo. Richiede elevate temperature (6×108 K) e densità (circa 2×108 kg/m³).

## Le reazioni di fusione
La serie di reazioni che possono avvenire si sviluppa in vari passaggi, come ad esempio:
|  | 12C + 12C | → | 24Mg + γ    |
|  |           | → | 23Mg + n    |
|  |           | → | 23Na + 1H   |
|  |           | → | 20Ne + 4He  |
|  |           | → | 16O + 2 4He |

La fusione del carbonio inizia quando l'elio del nucleo si esaurisce. Infatti, durante la fusione dell'elio, il nucleo della stella si arricchisce di carbonio e ossigeno, che però rimangono inerti, in quanto temperatura e densità non sono sufficienti per innescare la reazione di fusione. Quando l'elio del nucleo si è consumato, cessa la produzione di energia che compensa la forza attrattiva gravitazionale e mantiene la stella in equilibrio idrostatico e quindi il nucleo collassa, aumentando così la sua temperatura e densità fino a raggiungere il punto di accensione del carbonio. Ciò provoca un ulteriore aumento della temperatura del nucleo, che coinvolge anche gli strati immediatamente circostanti, nei quali possono a questo punto innescarsi le reazioni di fusione dell'elio che si trova ancora in questo guscio. La stella aumenta le sue dimensioni e diventa una supergigante rossa. In una stella la cui massa è 25 volte quella solare, il processo di fusione del carbonio consuma tutto questo elemento in circa 600 anni.
La combustione del carbonio provoca l'accumulo dei prodotti della reazione (O, Mg, Ne) in un nuovo nucleo inerte. Dopo qualche migliaio di anni, anche il carbonio si esaurisce, e quindi si innesca un nuovo processo di contrazione che riscalda il nucleo fino al punto di accensione del Neon (vedi Processo di fusione del neon). Intorno al nucleo, c'è ancora uno strato in cui continua a bruciare il carbonio, poi lo strato in cui sta bruciando l'elio e infine quello in cui sta ancora bruciando l'idrogeno.

## Evoluzione stellare
Le stelle con masse comprese tra 4 e 8 volte quella del Sole non raggiungono mai una temperatura nel nucleo abbastanza alta da innescare la fusione del carbonio e di conseguenza si destabilizzano spazzando via gli strati più esterni e leggeri, originando un vento stellare che dà luogo alla formazione di una nebulosa planetaria; al centro rimane soltanto una nana bianca formata dal nucleo di C-O-Ne-Mg.
Nelle ultime fasi della fusione del carbonio, le stelle con massa compresa tra 8 e 11 volte quella solare sviluppano un forte vento solare che spazza gli strati più esterni originando una nebulosa planetaria e lasciando al centro una nana bianca al O-Ne-Na-Mg di circa 1,1 masse solari. Il nucleo non riesce più a raggiungere la temperatura richiesta per innescare la fusione di elementi più pesanti del carbonio.
Le stelle di masse superiori continuano il processo di contrazione del nucleo fino a raggiungere la temperatura che permette di innescare la fusione del neon, ma l'evoluzione da qui in avanti è così rapida che gli strati esterni non possono seguirla.